# Шерман (Іллінойс)
Шерман (англ. Sherman) — селище (англ. village) в США, в окрузі Сенґамон штату Іллінойс. Населення — 4673 особи (2020).

## Географія
Шерман розташований за координатами 39°53′14″ пн. ш. 89°36′19″ зх. д. / 39.88722° пн. ш. 89.60528° зх. д. (39.887102, -89.605363).  За даними Бюро перепису населення США в 2010 році селище мало площу 8,37 км², з яких 8,25 км² — суходіл та 0,12 км² — водойми.

## Демографія
Згідно з переписом 2010 року, у селищі мешкало 4148 осіб у 1487 домогосподарствах у складі 1166 родин. Густота населення становила 496 осіб/км².  Було 1541 помешкання (184/км²).
Расовий склад населення:
| - 97,1 % — білих - 1,0 % — азіатів - 0,5 % — чорних або афроамериканців - 0,1 % — корінних американців |

До двох чи більше рас належало 1,2 %. Частка іспаномовних становила 0,8 % від усіх жителів.
За віковим діапазоном населення розподілялося таким чином: 27,0 % — особи молодші 18 років, 57,7 % — особи у віці 18—64 років, 15,3 % — особи у віці 65 років та старші. Медіана віку мешканця становила 40,8 року. На 100 осіб жіночої статі у селищі припадало 92,2 чоловіків;  на 100 жінок у віці від 18 років та старших — 84,6 чоловіків також старших 18 років.
Середній дохід на одне домашнє господарство  становив 100 781 долар США (медіана — 88 313), а середній дохід на одну сім'ю — 117 170 доларів (медіана — 103 924). За межею бідності перебувало 1,4 % осіб, у тому числі 0,0 % дітей у віці до 18 років та 3,9 % осіб у віці 65 років та старших.
Цивільне працевлаштоване населення становило 2088 осіб. Основні галузі зайнятості: освіта, охорона здоров'я та соціальна допомога — 22,5 %, публічна адміністрація — 19,8 %, фінанси, страхування та нерухомість — 9,4 %, роздрібна торгівля — 9,0 %.